# Raghu Kalluri
Raghu K. Kalluri (* 2. Dezember 1967 in St. Louis, Missouri) ist ein US-amerikanischer Zellbiologe und Krebsforscher am University of Texas MD Anderson Cancer Center.

## Leben und Wirken
Kalluri wurde in den Vereinigten Staaten geboren, wuchs aber in Indien auf. Er studierte Naturwissenschaften mit Schwerpunkt Genetik und Chemie in Hyderabad (Bachelor 1988). 1992 erwarb er einen Ph.D. in Biochemie und Molekularbiologie an der University of Kansas. Als Postdoktorand arbeitete er an der University of Pennsylvania. Von 1997 bis 2012 hatte er eine Professur am Beth Israel Deaconess Medical Center der Harvard Medical School (Boston, Massachusetts) inne und erwarb parallel an der rund 50 Meilen entfernten Brown University (Providence, Rhode Island) 2009 einen M.D. als Abschluss des Medizinstudiums. 2012 wechselte er an das University of Texas MD Anderson Cancer Center, wo er eine Professur für Krebsbiologie erhielt und Direktor des Zentrums für Erforschung der Metastasierung wurde. 2022 wurde er zusätzlich Co-Direktor (mit Padmanee Sharma) des nach dem Nobelpreisträger James P. Allison benannten Instituts für Immuntherapie.
Kalluri hat in der ersten Phase seiner Karriere wichtige Beiträge zur Nephrologie geleistet. Er beschrieb den zentralen Pathomechanismus des Alport-Syndroms und entwickelte Methoden zur Behandlung chronischer Nierenerkrankungen. Er konnte zeigen, dass sich eine Fibrose der Nieren auch zur Rückbildung bringen lässt. Sein Nachweis, dass bestimmte Eiweiße des Bindegewebes die Neubildung von Gefäßen in Tumoren (Tumorangiogenese) regulieren, führte zur Entwicklung von bestimmten antiangiogenetisch wirkenden Krebsmedikamenten. Jüngere Arbeiten befassen sich mit Exosomen in Diagnostik und Therapie. So konnte er einen Bluttest für den Bauchspeicheldrüsenkrebs entwickeln.
Kalluri hat laut Google Scholar einen h-Index von 138, laut Datenbank Scopus einen von 123 (jeweils Stand Juni 2024).

## Auszeichnungen (Auswahl)
- 2010 gewähltes Mitglied der American Society for Clinical Investigation[5]
- 2012 Fellow der American Association for the Advancement of Science
- 2014 Jacob-Henle-Medaille[6]